# Нью-Брайтон (Пенсільванія)
Нью-Брайтон (англ. New Brighton) — місто (англ. borough) в США, в окрузі Бівер штату Пенсільванія. Населення — 5729 осіб (2020).

## Географія
Нью-Брайтон розташований за координатами 40°44′8″ пн. ш. 80°18′34″ зх. д. / 40.73556° пн. ш. 80.30944° зх. д. (40.735641, -80.309473).  За даними Бюро перепису населення США в 2010 році місто мало площу 2,91 км², з яких 2,67 км² — суходіл та 0,23 км² — водойми.

## Демографія
Згідно з переписом 2010 року, у селищі мешкало 6025 осіб у 2615 домогосподарствах у складі 1550 родин. Густота населення становила 2074 особи/км².  Було 2912 помешкання (1002/км²).
Расовий склад населення:
| - 84,0 % — білих - 10,7 % — чорних або афроамериканців - 0,3 % — корінних американців - 0,1 % — азіатів |

До двох чи більше рас належало 4,8 %. Частка іспаномовних становила 1,5 % від усіх жителів.
За віковим діапазоном населення розподілялося таким чином: 24,4 % — особи молодші 18 років, 61,6 % — особи у віці 18—64 років, 14,0 % — особи у віці 65 років та старші. Медіана віку мешканця становила 38,1 року. На 100 осіб жіночої статі у селищі припадало 88,3 чоловіків;  на 100 жінок у віці від 18 років та старших — 82,8 чоловіків також старших 18 років.
Середній дохід на одне домашнє господарство  становив 42 099 доларів США (медіана — 34 688), а середній дохід на одну сім'ю — 53 005 доларів (медіана — 47 660). Медіана доходів становила 40 597 доларів для чоловіків та 32 813 долари для жінок. За межею бідності перебувало 18,6 % осіб, у тому числі 26,7 % дітей у віці до 18 років та 9,4 % осіб у віці 65 років та старших.
Цивільне працевлаштоване населення становило 2763 особи. Основні галузі зайнятості: освіта, охорона здоров'я та соціальна допомога — 32,7 %, роздрібна торгівля — 16,6 %, виробництво — 12,8 %.

## Персоналії
- Фредрік Гоуп (1900-1937) — американський артдиректор.